# 木栾街道
木栾街道是中华人民共和国河南省焦作市武陟县下辖的一个街道办事处。

## 行政区划
木栾街道下辖以下村级行政区划单位：
前牛村、后牛村、西水寨村、小岩村、大城村和高伊村。